# Vesta (Schiff, 1858)
Die Vesta (russisch Веста) wurde 1858 als Handelsschiff gebaut. Sie war bis zum Beginn des Russisch-Osmanischen Krieges 1877/78 als solches für die ROPiT in Betrieb und wurde dann zu einem Hilfskreuzer der russischen Marine umgebaut.

## Seegefecht mit der Feth-i Bülend
Anfang Juli 1877 stach die Vesta in Odessa mit dem Befehl in See, Kampfpatrouillen gegen feindlichen Schiffsverkehr im Schwarzen Meer durchzuführen, jedoch das Zusammentreffen mit größeren Feindschiffen zu vermeiden.
Am Morgen des 11. Julis sichtete die Vesta nahe der Hafenstadt Kustendji, dem heutigen Constanța, den Rauch eines anderen Schiffs und nahm in der Annahme, dass es sich um ein Passagier- oder Frachtschiff handelt, die Verfolgung auf.
Um etwa 7:30 Uhr kam es zum Austausch erster Salven der Vesta mit dem Panzerschiff der Osmanischen Marine, der Feth-i Bülend, einem 1870 von der Thames Ironworks and Shipbuilding and Engineering Company in London erbauten, wesentlich stärkeren Schiff. Daraufhin versuchte die Vesta sich mit einer Geschwindigkeit von etwa 12 Knoten vom feindlichen Schiff zu entfernen, jedoch begannen die Türken ein Überholmanöver und beschossen das Schiff weiter, wobei es zu erheblichen Schäden und Toten auf der Vesta kam. Die Vesta beschoss nun das osmanische Schiff, was dort zu starken Schäden an einem der MG–Türme und einem Brand führte und das Feindschiff zum Abdrehen veranlasste. Nun nahm die Vesta die Verfolgung auf, vermied schließlich doch den immer noch ungleichen Kampf gegen das feindliche Schiff und erreichte anschließend sicher Sewastopol. Während des fünfstündigen Gefechts kamen drei Offiziere und neun Matrosen ums Leben und es gab 21 Verletzte. Die überlebenden Besatzungsmitglieder wurden ausgezeichnet.

## Nach dem Krieg
Bei Sewastopol wurde den gefallenen Besatzungsmitgliedern der Vesta ein Denkmal errichtet.
Nach dem Krieg wurde die Vesta wieder als gewöhnliches Handelsschiff eingesetzt, bis sie Ende 1887, nach einer Kollision mit einem anderen Schiff, vor der Küste der Krim sank und alle 34 Seeleute in den Tod riss.
Am 17. März 2016 gaben Spezialisten des „Schwarzmeer–Unterwasser–Forschungszentrums“ bekannt, das Wrack der Vesta in 52 m Tiefe 16 km westlich vom Kap Tarchankut  gefunden zu haben.

## Darstellung in der Kunst
Das Gefecht der Vesta mit dem überlegenen osmanischen Panzerschiff wurde in zahlreichen Gemälden, teils von berühmten Malern wie Rufin Sudkowskyj, Alexei Bogoljubow und Iwan Aiwasowski, dargestellt.